# Valerică Găman
Valerică Marius Găman (sinh ngày 25 tháng 2 năm 1989) là một cầu thủ bóng đá người România thi đấu ở vị trí trung vệ cho FCSB.

## Sự nghiệp câu lạc bộ

### Universitatea Craiova
Anh là đội trưởng của Universitatea Craiova và thi đấu thường xuyên cho U-21 România. Vào tháng 2 năm 2011 anh trở thành cầu thủ tự do, nhưng trong thời gian đó anh ký bản hợp đồng mới với U Craiova, từ ngày 1 tháng 7 năm 2011. Vì vậy anh thi đấu ở mùa xuân năm 2011 cho Dinamo Bucureşti, và trở lại Craiova vào tháng 7.

### Astra Giurgiu
Sau sự giải phóng từ Universitatea, Găman một lần nữa trở thành cầu thủ tự do và ký hợp đồng vào ngày 3 tháng 8 năm 2011 với thời hạn 5 năm cùng với Astra Giurgiu.

## Đời sống cá nhân
Anh có hai người anh trai, một người là Robert Irinel cũng là một cầu thủ bóng đá tại Universitatea Craiova và người còn lại là George, là một trọng tài.

## Thống kê sự nghiệp

### Câu lạc bộ
Tính đến trận đấu diễn ra ngày 29 tháng 4 năm 2018
| Câu lạc bộ            | Mùa giải            | Giải vô địch        | Giải vô địch | Giải vô địch | Cúp     | Cúp       | Cúp Liên đoàn | Cúp Liên đoàn | Châu Âu | Châu Âu   | Khác    | Khác      | Tổng cộng | Tổng cộng | Tổng cộng |
| Câu lạc bộ            | Mùa giải            | Hạng đấu            | Số trận      | Bàn thắng    | Số trận | Bàn thắng | Số trận       | Bàn thắng     | Số trận | Bàn thắng | Số trận | Bàn thắng | Số trận   | Bàn thắng |           |
| --------------------- | ------------------- | ------------------- | ------------ | ------------ | ------- | --------- | ------------- | ------------- | ------- | --------- | ------- | --------- | --------- | --------- | --------- |
| Universitatea Craiova | 2006–07             | Liga I              | 3            | 0            | 0       | 0         | –             | –             | –       | –         | –       | –         | 3         | 0         |           |
| Universitatea Craiova | 2007–08             | Liga I              | 8            | 0            | 0       | 0         | –             | –             | –       | –         | –       | –         | 8         | 0         |           |
| Universitatea Craiova | 2008–09             | Liga I              | 33           | 1            | 0       | 0         | –             | –             | –       | –         | –       | –         | 33        | 1         |           |
| Universitatea Craiova | 2009–10             | Liga I              | 29           | 1            | 2       | 0         | –             | –             | –       | –         | –       | –         | 31        | 1         |           |
| Universitatea Craiova | 2010–11             | Liga I              | 17           | 1            | 3       | 1         | –             | –             | –       | –         | –       | –         | 20        | 2         |           |
| Universitatea Craiova | Tổng cộng           | Tổng cộng           | 90           | 3            | 5       | 1         | –             | –             | –       | –         | –       | –         | 95        | 4         |           |
| Dinamo București      | 2010–11             | Liga I              | 6            | 0            | 2       | 0         | –             | –             | –       | –         | –       | –         | 8         | 0         |           |
| Dinamo București      | Tổng cộng           | Tổng cộng           | 6            | 0            | 2       | 0         | –             | –             | –       | –         | –       | –         | 8         | 0         |           |
| Astra Giurgiu         | 2011–12             | Liga I              | 27           | 3            | 2       | 0         | –             | –             | –       | –         | –       | –         | 29        | 3         |           |
| Astra Giurgiu         | 2012–13             | Liga I              | 27           | 2            | 2       | 1         | –             | –             | –       | –         | –       | –         | 29        | 3         |           |
| Astra Giurgiu         | 2013–14             | Liga I              | 27           | 1            | 5       | 0         | –             | –             | 4       | 1         | –       | –         | 36        | 2         |           |
| Astra Giurgiu         | 2014–15             | Liga I              | 17           | 3            | 0       | 0         | 2             | 0             | 2       | 0         | 1       | 0         | 22        | 3         |           |
| Astra Giurgiu         | 2015–16             | Liga I              | 28           | 6            | 0       | 0         | 1             | 0             | 6       | 0         | –       | –         | 35        | 6         |           |
| Astra Giurgiu         | Tổng cộng           | Tổng cộng           | 126          | 15           | 9       | 1         | 3             | 0             | 12      | 1         | 1       | 0         | 151       | 17        |           |
| Karabükspor           | 2016–17             | Süper Lig           | 17           | 0            | 0       | 0         | –             | –             | –       | –         | –       | –         | 17        | 0         |           |
| Karabükspor           | 2017–18             | Süper Lig           | 10           | 0            | 1       | 0         | –             | –             | –       | –         | –       | –         | 11        | 0         |           |
| Karabükspor           | Tổng cộng           | Tổng cộng           | 27           | 0            | 1       | 0         | –             | –             | –       | –         | –       | –         | 28        | 0         |           |
| FCSB                  | 2017–18             | Liga I              | 5            | 0            | 0       | 0         | –             | –             | 2       | 0         | –       | –         | 7         | 0         |           |
| FCSB                  | Tổng cộng           | Tổng cộng           | 5            | 0            | 0       | 0         | –             | –             | 2       | 0         | –       | –         | 7         | 0         |           |
| Tổng cộng sự nghiệp   | Tổng cộng sự nghiệp | Tổng cộng sự nghiệp | 254          | 18           | 17      | 2         | 3             | 0             | 14      | 1         | 1       | 0         | 289       | 21        |           |

### Quốc tế
Tính đến 4 tháng 9 năm 2017
| Đội tuyển quốc gia | Năm       | Số trận | Bàn thắng | Ratio |
| ------------------ | --------- | ------- | --------- | ----- |
| România            | 2011      | 2       | 0         | 0.00  |
| România            | 2012      | 7       | 1         | 0.13  |
| România            | 2013      | 2       | 0         | 0.00  |
| România            | 2014      | 1       | 0         | 0.00  |
| România            | 2015      | 0       | 0         | 0.00  |
| România            | 2016      | 1       | 0         | 0.00  |
| România            | 2017      | 1       | 0         | 0.00  |
| Tổng cộng          | Tổng cộng | 14      | 1         | 0.06  |

### Bàn thắng quốc tế
| # | Ngày                | Địa điểm                            | Đối thủ | Tỉ số | Kết quả | Giải đấu                                     |
| - | ------------------- | ----------------------------------- | ------- | ----- | ------- | -------------------------------------------- |
| 1 | 11 tháng 9 năm 2012 | Arena Națională, Bucharest, România | Andorra | 3–0   | 4–0     | Vòng loại giải vô địch bóng đá thế giới 2014 |

## Danh hiệu

### Câu lạc bộ
Astra Giurgiu
- Liga I: 2015–16
- Cúp bóng đá România: 2013–14
- Siêu cúp bóng đá România: 2014